# Simen Andreas Sveen
Simen Andreas Sveen (7 ottobre 1988) è un fondista norvegese.

## Biografia
Sveen, attivo in gare FIS dal novembre del 2005 in Coppa del Mondo ha esordito il 13 marzo 2010 a Oslo (31°) e ha ottenuto il primo podio il 6 dicembre 2015 a Lillehammer, classificandosi 2º nella staffetta 4x7,5 km. In carriera non ha preso parte né a rassegne olimpiche né iridate.

## Palmarès

### Coppa del Mondo
- Miglior piazzamento in classifica generale: 29º nel 2015
- 1 podio (a squadre)
  - 1 secondo posto